# Zach Filkins
Zachary Douglas Filkins, detto Zach (Colorado Springs, 15 settembre 1978), è un musicista, chitarrista e modello statunitense, noto soprattutto per essere il cofondatore e chitarrista principale della band pop rock OneRepublic.

## Biografia

### OneRepublic (2002-oggi)
Ha iniziato fin da piccolo a studiare chitarra classica a Barcellona (Spagna). Filkins ha frequentato la Colorado Springs Christian High School a Colorado Springs e ha giocato nella squadra di calcio della scuola.. Durante l'anno di maturità incontrò e divenne amico di Ryan Tedder. Durante una discussione sui loro artisti musicali preferiti, nel 2002 i due decisero di mettere insieme la band.
Filkins attualmente canta cori, suona la chitarra e compone canzoni per la band. Si ricordano fra queste le famose Sleep, Say (All I Need ), Stop and Stare, All Fall Down, Prodigal, Tyrant e Won't Stop.

### Altre attività
Egli è stato testimonial di note marche di biancheria intima, quali la Convington e la Jockey Underwear ed è comparso nell'episodio 6 Epilogo della stagione 7 della crime series Criminal Minds.

## Vita privata
Filkins è sposato con Lindsay, da cui ebbe nel giugno 2010 il figlio Leighton Zachary. Proprio la nascita del figlio di Zach è stata ispirazione per l'album di debutto degli OneRepublic Dreaming Out Loud. Filkins parla, oltre all'inglese, lo spagnolo.